# 9/11: Phone Calls from the Towers
9/11: Phone Calls from the Towers (9/11 Telefonemas das Torres, em Portugal) é um documentário britânico de 2009 dirigido por James Kent. O filme conta as histórias de algumas das pessoas presas no World Trade Center em 11 de setembro de 2001.